# St. Jakobus der Ältere (Lauterbach)

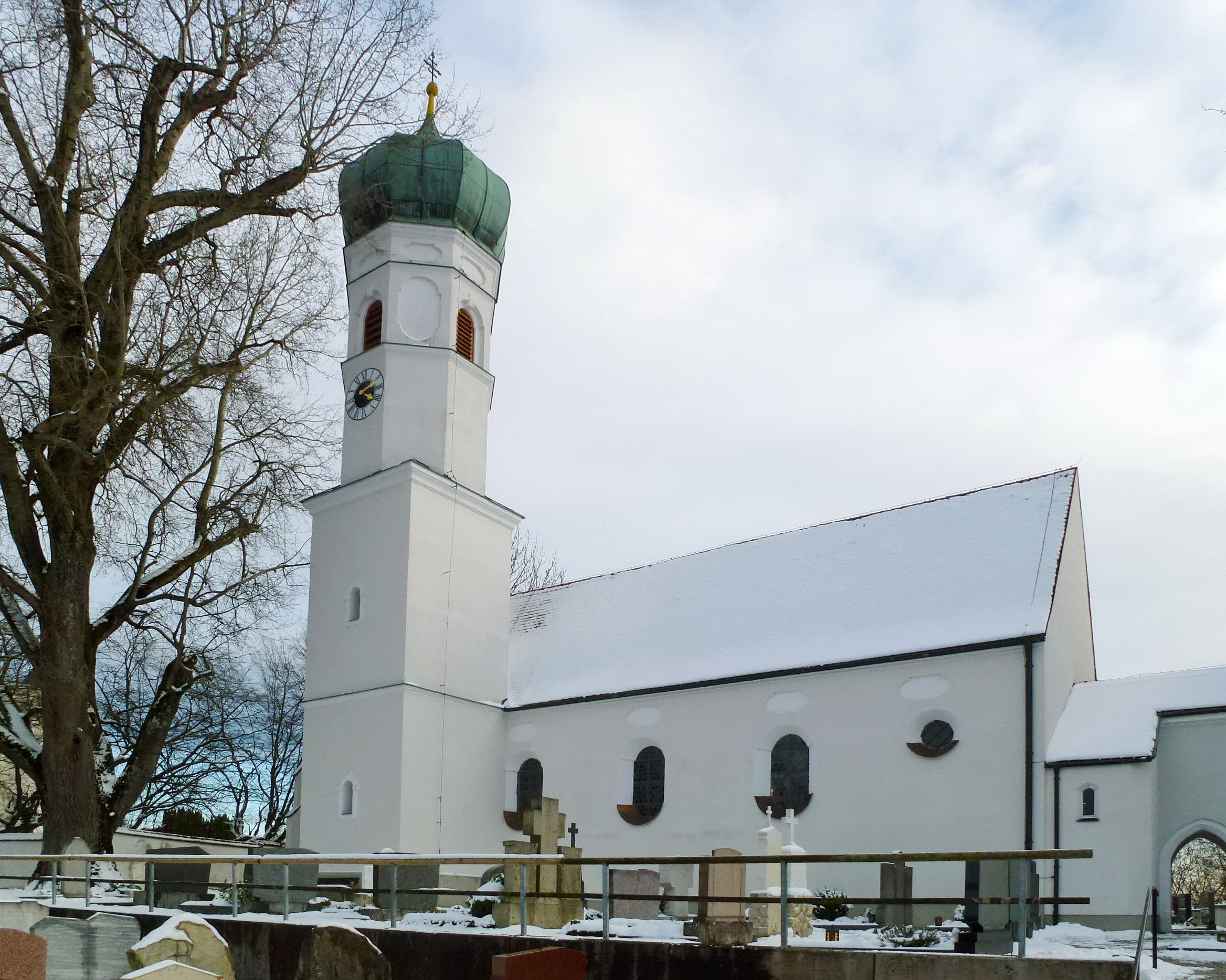
St. Jakobus der Ältere in Lauterbach

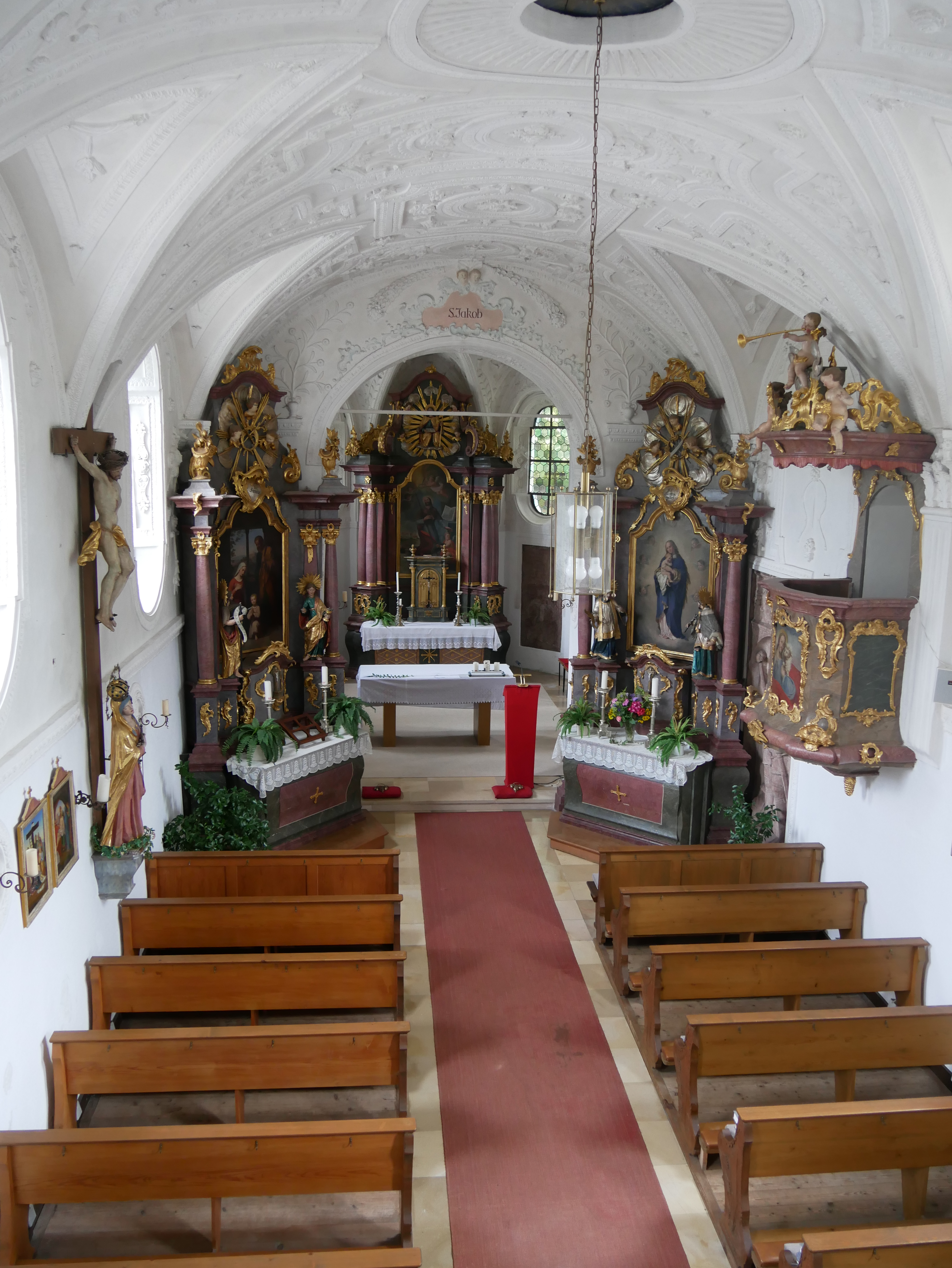
Innenansicht

Die römisch-katholische Filialkirche St. Jakobus der Ältere steht in Lauterbach, einem Gemeindeteil von Bergkirchen im oberbayerischen Landkreis Dachau. Die Kirche steht unter Denkmalschutz und ist in der Liste der Baudenkmäler in Bergkirchen unter der Nr. D-1-74-113-20 eingetragen. Die Kirche gehört zum Dekanat Dachau des Erzbistums München und Freising.

## Beschreibung
Die im Kern spätgotische Saalkirche wurde um 1670 durchgreifend barock umgestaltet. Sie besteht aus dem Langhaus zu vier Jochen, dem eingezogenen Chor mit Fünfachtelschluss im Osten, dem 1910 errichteten Chorflankenturm an der Nordwand und einer Kapelle für die Gruft der Hundt zu Lautterbach an der Südseite des Chors. Ein zum Portal führender Vorbau befindet sich im Westen. Die beiden achteckigen Geschosse des mit einer Zwiebelhaube bedeckten Turms auf quadratischem Unterbau enthalten den Glockenstuhl mit drei Glocken und die Turmuhr.
Der Innenraum des Langhauses ist mit einem Stichkappengewölbe überspannt. Zwei Epitaphien im Langhaus sind durch die Seitenaltäre verdeckt. Die Kirchenausstattung ist weitgehend einheitlich. Darunter befinden sich zwei in der zweiten Hälfte des 18. Jahrhunderts in der Werkstatt der Luidl entstandene Skulpturen. Eine Grabplatte von 1466 im Chor wird Hans Haldner zugeschrieben.